# Campionati italiani invernali di nuoto 2001
I 4. Campionati italiani invernali di nuoto si sono svolti a Imperia, in vasca da 25 metri tra il 20 dicembre e il 21 dicembre 2001.

## Podi

### Uomini
| Evento              | Oro                                                                                             | Tempo        | Argento                                                                                      | Tempo    | Bronzo                                                                                               | Tempo    |
| Stile libero        |                                                                                                 |              |                                                                                              |          | |          |
| 50 m                | Michele Scarica                                                                                 | 22"32        | Fabio Gallo                                                                                  | 22"46    | Mauro Gallo                                                                                          | 22"52    |
| 100 m               | Klaus Lanzarini                                                                                 | 49"16        | Simone Cercato                                                                               | 49"19    | Matteo Pelliciari                                                                                    | 49"33    |
| 200 m               | Matteo Pelliciari                                                                               | 1'45"78      | Emiliano Brembilla                                                                           | 1'46"40  | Klaus Lanzarini                                                                                      | 1'48"16  |
| 400 m               | Emiliano Brembilla                                                                              | 3'43"59      | Matteo Pelliciari                                                                            | 3'45"05  | Andrea Frovi                                                                                         | 3'48"48  |
| 1500 m              | Christian Minotti                                                                               | 14'45"89     | Marco Formentini                                                                             | 15'02"29 | Fabio Venturini                                                                                      | 15'02"62 |
| Dorso               |                                                                                                 |              |                                                                                              |          | |          |
| 50 m                | Luis Alberto Laera                                                                              | 24"90 - RI   | Cesare Pizzirani                                                                             | 25"24    | Enrico Catalano                                                                                      | 25"79    |
| 100 m               | Luis Alberto Laera                                                                              | 53"57 - RI   | Cesare Pizzirani                                                                             | 53"76    | Enrico Catalano                                                                                      | 55"03    |
| 200 m               | Enrico Catalano                                                                                 | 1'56"96      | Alessandro Garuglieri                                                                        | 1'58"65  | Cesare Pizzirani                                                                                     | 1'58"82  |
| Rana                |                                                                                                 |              |                                                                                              |          | |          |
| 50 m                | Davide Cassol                                                                                   | 27"49        | Domenico Fioravanti                                                                          | 27"61    | Alessandro Terrin                                                                                    | 27"95    |
| 100 m               | Davide Cassol                                                                                   | 59"77        | Domenico Fioravanti                                                                          | 1'00"01  | Davide Rummolo                                                                                       | 1'01"20  |
| 200 m               | Davide Rummolo                                                                                  | 2'09"54      | Olivier Vincenzetti                                                                          | 2'09"73  | Michele Vancini                                                                                      | 2'11"36  |
| Farfalla            |                                                                                                 |              |                                                                                              |          | |          |
| 50 m                | Domenico Fioravanti                                                                             | 24"40        | Christian Galenda                                                                            | 24"46    | Rudy Goldin                                                                                          | 24"56    |
| 100 m               | Christian Galenda                                                                               | 52"66 - RI   | Rudy Goldin                                                                                  | 53"82    | Alessandro Salvador                                                                                  | 54"58    |
| 200 m               | Christian Galenda                                                                               | 1'55"50 - RI | Alessio Boggiatto                                                                            | 1'57"55  | Francesco Vespe                                                                                      | 2'00"28  |
| Misti               |                                                                                                 |              |                                                                                              |          | |          |
| 100 m               | Domenico Fioravanti                                                                             | 54"95        | Davide Cassol                                                                                | 55"28    | Emanuele Crescentini                                                                                 | 55"99    |
| 200 m               | Alessio Boggiatto                                                                               | 1'57"39      | Lorenzo Sirigu                                                                               | 1'59"28  | Paolo Russo                                                                                          | 2'01"84  |
| 400 m               | Alessio Boggiatto                                                                               | 4'11"52      | Massimiliano Eroli                                                                           | 4'17"06  | Marco Bellino                                                                                        | 4'18"02  |
| Staffette           |                                                                                                 |              |                                                                                              |          | |          |
| 4x50 m stile libero | Gruppo Nuoto Fiamme Gialle René Gusperti Klaus Lanzarini Christian Galenda Emanuele Crescentini | 1'30"52      | Gruppo Sportivo Fiamme Oro Giordano Sabatini Stefano Linda Alessandro Salvador Luca Gardonio | 1'31"73  | Rivera nuoto Dolo Mauro Gallo Andrea Maniero Alessandro Terrin Gianluca Ermeti                       | 1'32"16  |
| 4x50 m mista        | Centro Sportivo Carabinieri Luis Alberto Laera Davide Rummolo Massimiliano Eroli Mauro Gallo    | 1'40"51 - RI | Gruppo Sportivo Fiamme Oro Alessandro Salvador Davide Cassol Andrea Debilio Stefano Linda    | 1'40"59  | Gruppo Nuoto Fiamme Gialle Giuliano D'Arienzo Emanuele Crescentini Christian Galenda Klaus Lanzarini | 1'41"06  |

### Donne
| Evento              | Oro                                                                                   | Tempo        | Argento                                                                  | Tempo   | Bronzo                                                                                | Tempo   |
| Stile libero        |                                                                                       |              |                                                                          |         |                                                                                       |         |
| 50 m                | Cristina Chiuso                                                                       | 25"31 - RI   | Lara Consolandi                                                          | 25"47   | Luisa Striani                                                                         | 25"87   |
| 100 m               | Cristina Chiuso                                                                       | 54"92 - RI   | Lara Consolandi                                                          | 55"36   | Cecilia Vianini                                                                       | 55"77   |
| 200 m               | Sara Parise                                                                           | 1'59"98      | Luisa Striani                                                            | 2'00"62 | Cristina Chiuso                                                                       | 2'00"72 |
| 400 m               | Simona Ricciardi                                                                      | 4'09"71      | Anna Simoni                                                              | 4'12"80 | Elisa Pasini                                                                          | 4'15"22 |
| 800 m               | Simona Ricciardi                                                                      | 8'33"41      | Melissa Pasquali                                                         | 8'35"34 | Anna Simoni                                                                           | 8'37"20 |
| Dorso               |                                                                                       |              |                                                                          |         |                                                                                       |         |
| 50 m                | Valentina De Nardi                                                                    | 28"52 - RI   | Alessandra Cappa                                                         | 28"57   | Karina Vanni-Chaillou                                                                 | 29"25   |
| 100 m               | Alessandra Cappa                                                                      | 1'01"01      | Valentina De Nardi                                                       | 1'01"25 | Roberta Ioppi                                                                         | 1'02"31 |
| 200 m               | Roberta Ioppi                                                                         | 2'10"66      | Federica Barsanti                                                        | 2'12"70 | Laura Porchianello                                                                    | 2'14"15 |
| Rana                |                                                                                       |              |                                                                          |         |                                                                                       |         |
| 50 m                | Roberta Panara                                                                        | 31"59 - RI   | Roberta Crescentini                                                      | 31"61   | Ombretta Plos                                                                         | 32"62   |
| 100 m               | Roberta Crescentini                                                                   | 1'08"63 - RI | Roberta Panara                                                           | 1'08"73 | Chiara Boggiatto                                                                      | 1'09"95 |
| 200 m               | Chiara Boggiatto                                                                      | 2'31"41      | Elisabeth Gabasch                                                        | 2'33"04 | Ombretta Plos                                                                         | 2'34"31 |
| Farfalla            |                                                                                       |              |                                                                          |         |                                                                                       |         |
| 50 m                | Sara Parise                                                                           | 27"27 - RI   | Karina Vanni-Chaillou                                                    | 27"38   | Cristina Maccagnola                                                                   | 27"41   |
| 100 m               | Sara Parise                                                                           | 59"23 - RI   | Federica Biscia                                                          | 1'00"65 | Karina Vanni-Chaillou                                                                 | 1'01"07 |
| 200 m               | Francesca Segat                                                                       | 2'10"95 - RI | Paola Cavallino                                                          | 2'11"75 | Federica Biscia                                                                       | 2'12"20 |
| Misti               |                                                                                       |              |                                                                          |         |                                                                                       |         |
| 100 m               | Giorgia Gramillano                                                                    | 1'02"28 - RI | Sara Parise                                                              | 1'02"38 | Veronica Massari                                                                      | 1'03"54 |
| 200 m               | Sara Parise                                                                           | 2'12"82      | Federica Biscia                                                          | 2'13"22 | Veronica Massari                                                                      | 2'14"97 |
| 400 m               | Federica Biscia                                                                       | 4'42"26      | Veronica Massari                                                         | 4'45"46 | Paola Cavallino                                                                       | 4'51"58 |
| Staffette           |                                                                                       |              |                                                                          |         |                                                                                       |         |
| 4x50 m stile libero | DDS Lara Consolandi Maria Luisa Tavernini Roberta Panara Cecilia Vianini              | 1'43"18      | Aurelia Cristina Chiuso Simona Ricciardi Lucrezia Serrani Flavia Zoccari | 1'45"23 | Larus Giorgia Gramillano Roberta Crescentini Valentina De Nardi Maria Angela Zampella | 1'46"70 |
| 4x50 m mista        | Larus Valentina De Nardi Roberta Crescentini Giorgia Gramillano Maria Angela Zampella | 1'53"83 - RI | DDS Federica Barsanti Roberta Panara Silvia Pedemonte Cecilia Vianini    | 1'55"12 | Dabliu Sport team Alessandra Cappa Emanuela Donati Cristina Maccagnola Delfina Pinto  | 1'55"85 |